# Jüdische Gemeinde Ziegenhain
Eine Jüdische Gemeinde Ziegenhain bestand in der nordhessischen Stadt Ziegenhain, seit 1971 Stadtteil von Schwalmstadt im Schwalm-Eder-Kreis, vielleicht bereits in der zweiten Hälfte des 13. Jahrhunderts, mit Bestimmtheit aber seit der zweiten Hälfte des 17. Jahrhunderts und dann bis 1938/40.

## Entwicklung bis 1933
Bereits vor 1298 soll es in Ziegenhain zu einem Judenpogrom gekommen sein, aber Einzelheiten bezüglich Zahl der jüdischen Einwohner oder Zeitangaben sind nicht bekannt.  Spätestens mit den Judenpogromen der Pestjahre 1348/49 endete mit Sicherheit die Präsenz von Juden in Ziegenhain.  Erst 1612 werden wieder jüdische Einwohner erwähnt, aber ihre Zahl blieb gering.  1646 gab es zwei jüdische Haushaltungen in der Stadt, und ein Jahrhundert später, 1744, waren es immer noch erst sieben Familien.  Unter ihnen waren einige mit Unternehmergeist: Um 1694 war die herrschaftliche Wollmanufaktur im Stadtteil Weichaus an den Kaufmann und Schutzjuden Joseph Dannenberg verpachtet, der den Betrieb 1697 kaufte.
Bis zum Beginn des 19. Jahrhunderts entstand dann eine Gemeinde, die das gesamte 19. Jahrhundert hindurch zahlenmäßig recht stabil blieb und erst zu Beginn des 20. Jahrhunderts durch Abwanderung in größere Städte oder nach Übersee zu schrumpfen begann.
| Jahr | Einwohner, gesamt | Jüdische Einwohner | Anteil in Prozent |
| ---- | ----------------- | ------------------ | ----------------- |
| 1825 | …                 | 89                 | … %               |
| 1827 | 1.650             | 95                 | 5,8 %             |
| 1835 | …                 | 95                 | … %               |
| 1861 | 1.494             | 59                 | 3,9 %             |
| 1871 | 1,449             | 78                 | 5,4 %             |
| 1880 | 1.745             | 103                | 5,9 %             |
| 1885 | 1.922             | 92                 | 4,8 %             |
| 1895 | 1.866             | 93                 | 5,0 %             |
| 1905 | 1.707             | 78                 | 4,6 %             |
| 1924 | 2.160             | 57                 | 2,6 %             |
| 1933 | 2.019             | 53                 | 2,6 %             |

Die jüdischen Haushaltsvorsteher waren zumeist Händler, Kaufleute, Viehhändler.  Es gab auch einige Metzger und eine jüdische Gastwirtschaft.

## Gemeindeeinrichtungen
Die Gemeinde gehörte zum Provinzialrabbinat Marburg.  Ab 1853 gab es eine Synagoge, mit einer Mikwe (rituelles Bad) im Erdgeschoss.  Der Friedhof der Gemeinde befand sich im nahen Niedergrenzebach.  Eine Elementarschule bestand von 1870 bis 1922; danach gab es nur noch eine Religionsschule.  Die Gemeinde beschäftigte einen Lehrer, der gleichzeitig als Vorbeter und Schochet wirkte.  1906 wurde eine Ortsgruppe des Verbandes der Sabbatfreunde gegründet, und 1912 wurde ein Frauenverein ins Leben gerufen.

### Synagoge
Bis 1853 fanden die Gottesdienste in einem Betraum eines jüdischen Privathauses statt.  Dieser war zwar schon 1828 in unzureichendem Zustand und sollte geschlossen werden, aber es dauerte dennoch 25 Jahre, bis eine neu Synagoge eingeweiht werden konnte.  Zum einen bedeutete der Bau einer Synagoge eine erhebliche finanzielle Belastung für die nahezu insgesamt alle eher ärmlichen Familien der Gemeinde, zum anderen musste man auch bürokratische Hürden überwinden.  So wurde ein zunächst geplanter Synagogenbau in der Nähe des christlichen Friedhofs wurde von der Stadtverwaltung abgelehnt.  1837 beantragte die jüdische Gemeinde die Genehmigung zum Bau einer Synagoge mit Schule, Lehrerwohnung und Bad als Anbau an ein kurz zuvor erbautes Wohnhaus.  Doch erst 1852/53 wurde die Synagoge, ein zweigeschossiger Fachwerkbau mit Walmdach im Stadtteil Weichaus in der Kasseler Straße 28 (ehemalige Obergasse), errichtet und im Juni 1853 eingeweiht.  Der Haupteingang war an der Kasseler Straße.  Im an der Straße gelegenen, 1835 erbauten Vorderhaus war die Lehrerwohnung im Obergeschoss, der Schulraum und das rituelle Bad im Erdgeschoss; im neu angebauten Hintergebäude befand sich der Betsaal mit der Frauenempore.  Um den Bau zu finanzieren, hatte die Gemeinde ein Darlehen aufgenommen, das in jährlichen Raten abgezahlt werden musste.  Dies gelang nicht immer: schon 1855 stellte der Gemeindevorsteher bei der Regierung einen Antrag auf Beihilfe, da man die Jahresrate nicht aufbringen konnte.
Die Synagoge, die 1903 umfassend renoviert wurde, blieb bis in die NS-Zeit Mittelpunkt des Gemeindelebens.  Als dann aber die Zahl der Gemeindemitglieder durch Ab- und Auswanderung zurückging, wurde das Gebäude noch vor 1938 an eine christliche Familie verkauft.
Koordinaten: 50° 54′ 50″ N, 9° 14′ 47″ O

### Schule
1867/68 wurden zehn schulpflichtige Kinder durch den Lehrer der Gemeinde unterrichtet.  Zwischen 1871 und 1887 nahmen jährlich zwischen 19 und 25 Kinder am Unterricht in der 1870 im Synagogengebäude eingerichteten jüdischen Elementarschule teil.  Die Elementarschule wurde 1922 aufgelöst, und der Gemeindelehrer erteilte nun nur noch Religionsunterricht.  1924 nahmen noch vier Kinder an diesem Religionsunterricht teil.

### Friedhof
Die Verstorbenen der Gemeinde wurden auf dem jüdischen Friedhof in Niedergrenzebach beigesetzt.  Dieser wurde bis 1850 auch von der jüdischen Gemeinde Treysa benutzt.  Er liegt nur wenige hundert Meter nordöstlich der ehemaligen Synagoge auf einer Anhöhe nördlich von Niedergrenzebach und ist über die Fortsetzung des Kottenbergwegs erreichbar.  Die Friedhofsfläche umfasst 58,37 ar.  Die letzten Beisetzungen fanden in den Jahren 1946/47 statt.
(Anmerkung: Den Schlüssel zum Friedhof bekommt man an der Pforte des Kreiskrankenhauses in Ziegenhain (Stand: September 2008).)

## Ende der Gemeinde
Im Ersten Weltkrieg fielen sieben Männer aus der jüdischen Gemeinde Ziegenhain, die damit 10 % ihrer damaligen Mitglieder verlor; ihre Namen finden sich auf dem Denkmal der Gemeinde für die Gefallenen des Ersten Weltkrieges. Trotz dieser offenkundigen Identifikation der jüdischen Mitbürger mit ihrem Heimatland gab es in Ziegenhain schon ab 1904 zunehmend antijüdische Hetze und Vorfälle.
Im Jahre 1933 lebten noch 53 jüdische Einwohner in der Stadt.  Sechs von ihnen starben bis 1939 in Ziegenhain.  Fast alle anderen zogen bis 1939 wegen der zunehmenden Entrechtung und Repressalien weg (allein 38 von ihnen nach Frankfurt am Main) oder wanderten ganz aus Deutschland aus.  Beim Novemberpogrom 1938 wurde das schon verkaufte Synagogengebäude durch SA- und NSDAP-Leute verwüstet.  Die Torarollen wurden gestohlen; eine wurde kurz vor dem Einmarsch der amerikanischen Truppen am 30. März 1945 im Wallgraben gefunden.  Die beiden noch verbliebenen jüdischen Geschäfte und die jüdischen Wohnungen wurden demoliert, und die jüdischen Einwohner der beiden Häuser Kasseler Straße 23 und 24 wurden misshandelt.  Im April 1939 verließen die letzten jüdischen Personen die Stadt.  Vier konnten in die USA auswandern, drei nach Amsterdam, eine nach Portugal.
Von den in Ziegenhain geborenen und/oder längere Zeit am Ort wohnhaften jüdischen Personen fanden mindestens 34 in der NS-Zeit einen gewaltsamen Tod.
Im Juni 1995 wurde neben dem Eingang der ehemaligen Synagoge eine Gedenktafel angebracht mit folgender Inschrift: 
„Dieses Haus ist die ehemalige Synagoge der jüdischen Gemeinde Ziegenhain. Sie wurde bereits am 8. November 1938 geschändet. Seit 1677 lebten Juden in unserer Stadt. Während der Zeit nationalsozialistischer Gewaltherrschaft bis zum April 1939 wurden sie Opfer der Entrechtung, Vertreibung und Vernichtung. Wir können uns unserer Geschichte nicht entziehen. Nur Erinnerung schafft Versöhnung und Frieden. Im Namen der Bürgerinnen und Bürger. Der Magistrat. Schwalmstadt, Juni 1995.“

## Epilog 1945–1947
Das 1939 bei Ziegenhain angelegte Kriegsgefangenenlager StaLag IX A, das nach Kriegsende zunächst als Gefangenenlager der US Army diente, wurde nach dessen Auflösung im Sommer 1946 zu einem Lager für Displaced Persons (DPs).  Hier wurden bis zu 2.000 jüdische DPs – zumeist Flüchtlinge aus Osteuropa, aber auch Überlebende von Konzentrationslagern – untergebracht, die auf ihre Weiterreise nach Übersee oder nach Palästina warteten.  Im Lager bestanden eine Synagoge, eine Mikwe (rituelles Bad), eine koschere Küche und eine jüdische Elementarschule.  Ende November 1947 wurde das Lager aufgelöst.
1948 wurde aus dem ehemaligen Lager die Flüchtlingssiedlung Trutzhain.